# Arcadia (Louisiana)
Arcadia város az USA Louisiana államában. Lakosainak száma 2746 fő (2020. április 1.).

## Népesség
A település népességének változása:
| Lakosok száma | 2919 | 2700 | 2746 |
|               | 2010 | 2019 | 2020 |